# Bandera d'Alàs i Cerc
La bandera oficial d'Alàs i Cerc té la següent descripció:
Bandera apaïsada, de proporcions dos d'alt per tres de llarg, bicolor vertical, verd fosc i groc, amb l'església negra de l'escut, d'alçària 4/5 de la del drap i amplària 2/5 de la llargària del mateix drap, al centre de la primera meitat; i amb el trifoli de roure amb dos glans en forma d'Y verd fosc del mateix escut, d'alçària 3/4 de la del drap i amplària 1/3 de la llargària del mateix drap, al centre de la segona meitat.
Va ser aprovada el 8 de setembre de 2006 i publicada en el DOGC el 27 de setembre del mateix any amb el número 4727.